# Melonycteris melanops
Melonycteris melanops é uma espécie de morcego da família Pteropodidae. Endêmica da Papua-Nova Guiné, onde pode ser encontrada nas ilhas Duke of York, Mioko, New Britain, Tolokiwa, Umboi, Dyal, e New Ireland.